# Дальсланд
Дальсланд (швед. Dalsland) — историческая провинция Швеции.

## География
Дальсланд находится в западной части Швеции между исторической провинцией Бохуслен, Норвегией и крупнейшим шведским озером Венерн. В административном отношении он поделён между современными ленами Вестра-Гёталанд и Вермланд. Ландшафт Дальсланда настолько разнообразен, что иногда его называют «Швецией в миниатюре». Здесь можно увидеть скалистые горы Кроппефьелль, озёра, реки и плотины на них. Между горами и озером Венерн лежит равнинная местность Дальбуслеттен. С севера на юг провинция протянулась на расстояние до 99 км, с востока на запад — до 59 км.
Население провинции составляет 51 037 человек (на 31 декабря 2008 года). Плотность населения — 11 чел./км².

## История
Территория Дальсланда была заселена человеком уже в доисторическую эпоху, что подтверждено более чем 5 тысячами археологическими находками. В XVI столетии шведский король Густав I разделил страну на провинции (лены), после чего Дальсланд утратил свою административную автономию. В начале XX века были ликвидированы и 5 уездов (херад), на которые подразделялась провинция.

## Официальный сайт
- Веб-сайт провинции Дальсланд (англ.) (нем.) (швед.)